# ヴェイル (オレゴン州)
ヴェイル（英語: Vale）は、アメリカ合衆国オレゴン州マルヒュア郡の郡庁所在地。人口は1,825人（2018年推計）。オンタリオ小都市統計地域に含まれる。アイダホ州との州境から19キロメートル西へ進んだ位置にある。
1888年の郡庁所在地決定選挙でオンタリオと争って勝利し、郡庁所在地となった。アメリカ国道20号線と26号線が市内で交差している。

## 歴史
現在のヴェイルがある場所は歴史的にはインディアンが住んでおり、サーモン・ランの時期にはパイユート族の集結地となっていた。
この集落はオレゴン・トレイル沿いにあり、オレゴン州に入って最初の町であった。この地方の紀行誌には、1853年の時点で交易所があったことが記載されている。
鉄道が到着したのは1883年で、その後町は重要な積み替え拠点として成長した。同じ年にヴェイル郵便局も設置され、1889年2月21日に法人市となった。当初、ヴェイル町であったが、1905年にヴェイル市に昇格。1887年にマルヒュア郡の郡庁所在地に指定され、郡庁舎が建設された。

## 地理
アメリカ合衆国国勢調査局によると、面積は2.95平方キロメートル、全て陸域である。また、標高は海抜684メートルである。

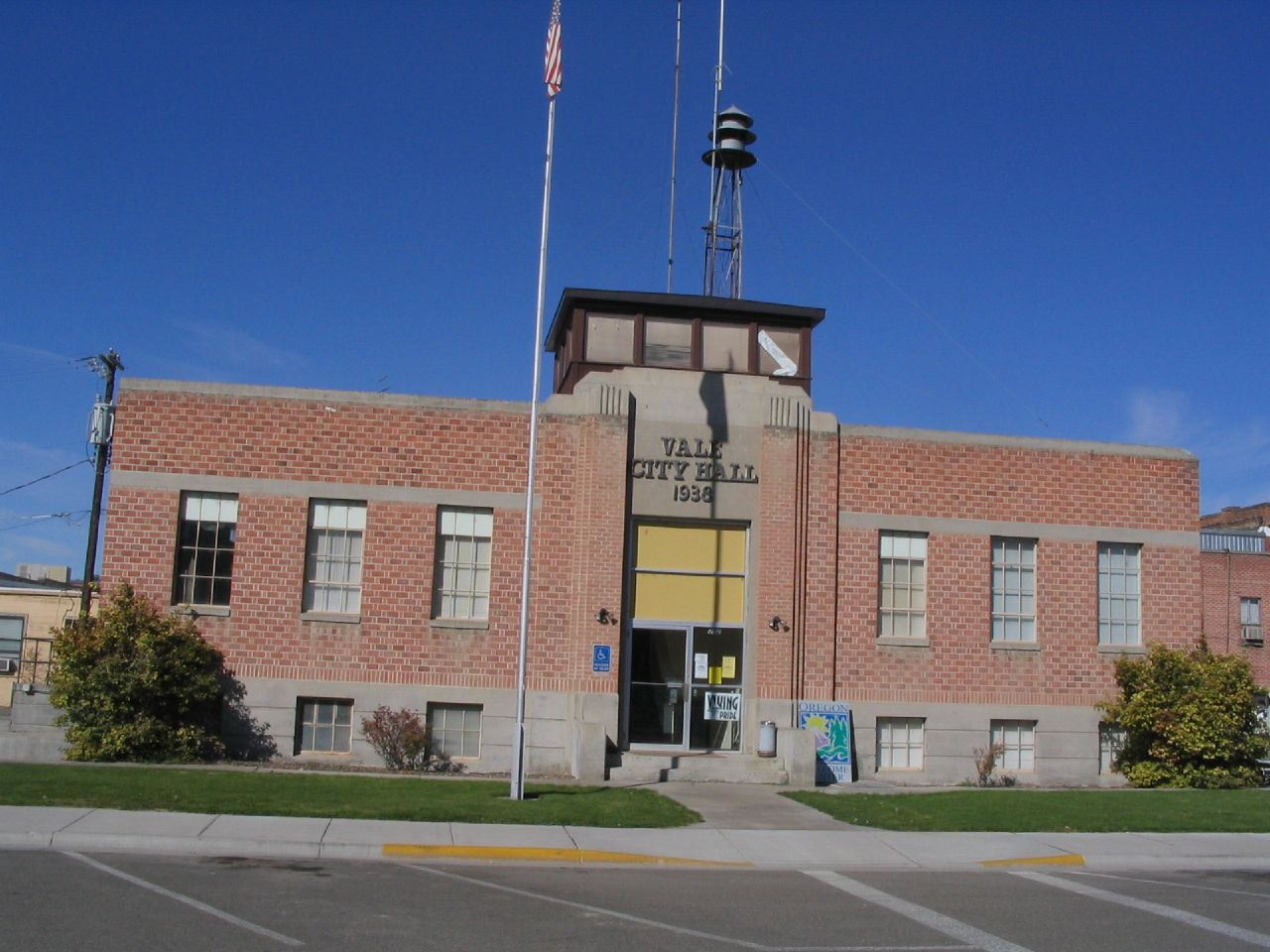
ヴェイル市役所

## 気候
ケッペンの気候区分ではステップ気候（BSk）に区分される。7月が最も暑く、1月が最も寒い。最低気温が摂氏0度を下回る日は年間で148.3日、華氏0度（摂氏マイナス17.8度）を下回る日は6.3日ある。夏場には、華氏100度（摂氏37.8度）を上回る日が61.2日ある。
12月に降水量が最も多く、平均降水量は35.1ミリ。降水量が最も多かった月は1998年5月の141.5ミリである。気温の割に降雪は少なく、記録上の中央値は19センチで1月でもほぼ降らないこともある。過去の積雪記録は1989年2月の46センチ、降雪記録は1975年1月の41センチである。
| オレゴン州ヴェイル(1971年-2000年)の気候 | オレゴン州ヴェイル(1971年-2000年)の気候 | オレゴン州ヴェイル(1971年-2000年)の気候 | オレゴン州ヴェイル(1971年-2000年)の気候 | オレゴン州ヴェイル(1971年-2000年)の気候 | オレゴン州ヴェイル(1971年-2000年)の気候 | オレゴン州ヴェイル(1971年-2000年)の気候 | オレゴン州ヴェイル(1971年-2000年)の気候 | オレゴン州ヴェイル(1971年-2000年)の気候 | オレゴン州ヴェイル(1971年-2000年)の気候 | オレゴン州ヴェイル(1971年-2000年)の気候 | オレゴン州ヴェイル(1971年-2000年)の気候 | オレゴン州ヴェイル(1971年-2000年)の気候 | オレゴン州ヴェイル(1971年-2000年)の気候 |
| 月                                      | 1月                                     | 2月                                     | 3月                                     | 4月                                     | 5月                                     | 6月                                     | 7月                                     | 8月                                     | 9月                                     | 10月                                    | 11月                                    | 12月                                    | 年                                      |
| --------------------------------------- | --------------------------------------- | --------------------------------------- | --------------------------------------- | --------------------------------------- | --------------------------------------- | --------------------------------------- | --------------------------------------- | --------------------------------------- | --------------------------------------- | --------------------------------------- | --------------------------------------- | --------------------------------------- | --------------------------------------- |
| 最高気温記録 °F （°C）                  | 61 (16)                                 | 67 (19)                                 | 81 (27)                                 | 92 (33)                                 | 102 (39)                                | 106 (41)                                | 110 (43)                                | 110 (43)                                | 101 (38)                                | 91 (33)                                 | 75 (24)                                 | 66 (19)                                 | 110 (43)                                |
| 平均最高気温 °F （°C）                  | 35.4 (1.9)                              | 44.5 (6.9)                              | 56.8 (13.8)                             | 65.8 (18.8)                             | 75.1 (23.9)                             | 84.4 (29.1)                             | 93.2 (34)                               | 91.6 (33.1)                             | 80.4 (26.9)                             | 66.1 (18.9)                             | 47.8 (8.8)                              | 36.5 (2.5)                              | 64.8 (18.2)                             |
| 平均最低気温 °F （°C）                  | 18.3 (−7.6)                             | 24.0 (−4.4)                             | 30.2 (−1)                               | 35.3 (1.8)                              | 43.9 (6.6)                              | 50.5 (10.3)                             | 55.7 (13.2)                             | 52.7 (11.5)                             | 42.5 (5.8)                              | 32.6 (0.3)                              | 26.0 (−3.3)                             | 18.4 (−7.6)                             | 35.8 (2.1)                              |
| 最低気温記録 °F （°C）                  | −28 (−33)                               | −23 (−31)                               | 7 (−14)                                 | 14 (−10)                                | 21 (−6)                                 | 20 (−7)                                 | 36 (2)                                  | 30 (−1)                                 | 19 (−7)                                 | 6 (−14)                                 | −14 (−26)                               | −27 (−33)                               | −28 (−33)                               |
| 降水量 inch （mm）                      | 1.22 (31)                               | 0.96 (24.4)                             | 1.00 (25.4)                             | 0.85 (21.6)                             | 1.05 (26.7)                             | 0.75 (19)                               | 0.47 (11.9)                             | 0.38 (9.7)                              | 0.52 (13.2)                             | 0.62 (15.7)                             | 1.11 (28.2)                             | 1.35 (34.3)                             | 10.28 (261.1)                           |
| 降雪量 inch （cm）                      | 4.3 (10.9)                              | 0.6 (1.5)                               | 0.2 (0.5)                               | 0.0 (0)                                 | 0.0 (0)                                 | 0.0 (0)                                 | 0.0 (0)                                 | 0.0 (0)                                 | 0.0 (0)                                 | 0.0 (0)                                 | 2.1 (5.3)                               | 5.6 (14.2)                              | 12.8 (32.4)                             |
| 平均降水日数 （≥0.01 inch）             | 8.1                                     | 6.3                                     | 6.9                                     | 5.3                                     | 5.4                                     | 4.5                                     | 2.4                                     | 2.6                                     | 3.1                                     | 3.7                                     | 7.9                                     | 8.0                                     | 64.2                                    |
| 平均降雪日数 （≥0.1 inch）              | 2.3                                     | 0.5                                     | 0.1                                     | 0.0                                     | 0.0                                     | 0.0                                     | 0.0                                     | 0.0                                     | 0.0                                     | 0.0                                     | 0.9                                     | 2.0                                     | 5.8                                     |
| 出典：アメリカ海洋大気庁                |                                         |                                         |                                         |                                         |                                         |                                         |                                         |                                         |                                         |                                         |                                         |                                         |                                         |

## 人口動静
以下のデータは2010年国勢調査に基づく。
| 基礎データ - 人口：1,874人 - 世帯数：669世帯 - 家族数：441家族 - 人口密度：634.7人/km² - 住居数：754軒 - 住居密度：255.4軒/km² 人種別人口構成 - 白人：86.7% - アフリカン・アメリカン：0.3% - ネイティブ・アメリカン：1.3% - アジア人：0.4% - 太平洋諸島系：0.3% - その他：8.2% - 混血：2.8% - ヒスパニック・ラテン系：23.4% 世帯と家族 - 18歳未満の子供がいる: 38.1% - 結婚・同居している世帯: 47.8% - 未婚・離婚女性が世帯主である世帯: 12.0% - 未婚・離婚男性が世帯主である世帯: 6.1% - 非家族世帯: 34.1% - 単身世帯: 28.7% - 65歳以上の老人1人暮らし: 13.9% - 平均構成人数 - 世帯: 2.64人 - 家族: 3.27人 | 年齢別人口構成 - 18歳未満：29.0% - 18歳-24歳：10.4% - 25歳-44歳：24.8% - 45歳-64歳：19.7% - 65歳以上：16.4% - 年齢の中央値：33.4歳 - 男女比 - 男性：50.5% - 女性：49.5% 収入と家計（2000年国勢調査） - 収入の中央値 - 世帯: 27,065米ドル - 家族: 33,355米ドル - 性別 - 男性：27,176米ドル - 女性：22,500米ドル - 人口1人あたり収入: 11,943米ドル - 貧困線以下 - 対家族：15.6% - 対人口：20.0% - 18歳未満：27.8% - 65歳以上：12.2% |

## 交通
高速バスの停留所がベンド、オンタリオ間の路線に設置されている。